# Herbert Egg
Herbert Egg (* 21. Februar 1927 in Silz; † 12. Februar 2022 in Innsbruck) war ein österreichischer Politiker (SPÖ) und Gewerkschaftssekretär. Egg war von 1970 bis 1983 Abgeordneter zum Nationalrat.

## Leben
Egg besuchte nach der Volksschule die Mittelschule und arbeitete als Vermittler beim Arbeitsmarktservice Tirol. Er bildete sich an der Sozialakademie weiter und studierte Büroautomation in den USA. Egg war von 1948 bis 1954 Landesobmann der Gewerkschaftsjugend Tirols in der Gewerkschaft der Privatangestellten und hatte verschiedene innerparteiliche Funktionen in der SPÖ inne. Zudem war er Mitglied der Landesexekutive des ÖGB Tirol, Vizepräsident der Kammer für Arbeiter und Angestellte für Tirol und Landessekretär der Gewerkschaft der Privatangestellten Tirol. Egg vertrat die SPÖ vom 31. März 1970 bis zum 30. November 1983 im Nationalrat.

## Auszeichnungen
- 1978: Großes Silbernes Ehrenzeichen für Verdienste um die Republik Österreich[1]
- 1983: Großes Goldenes Ehrenzeichen für Verdienste um die Republik Österreich[1]